# TeamViewer (companie)
TeamViewer SE este o companie internațională de tehnologie cu sediul în Göppingen, Germania. Compania a devenit cunoscută pentru software-ul TeamViewer de acces și asistență de la distanță cu același nume. În cadrul software-ului TeamViewer, clienții pot conecta, monitoriza și controla computere, mașini și alte dispozitive. Acesta poate fi utilizat în diverse industrii, de exemplu, pentru a digitaliza procesele de-a lungul lanțului valoric industrial. Compania este listată la bursă și este membră a MDAX⁠(d) și TecDAX⁠(d).

## Istoric

### Faza de înființare și creștere
Pentru a reduce costurile de deplasare ale clienților și pentru a prezenta software-ul de management al calității de la distanță, Tilo Rossmanith a dezvoltat prima versiune a software-ului TeamViewer în 2005. A devenit produsul de bază al nou înființatei TeamViewer GmbH, care în prezent funcționează ca TeamViewer Germany GmbH. Modelul de afaceri al companiei permitea utilizatorilor privați să utilizeze software-ul gratuit, în timp ce companiile trebuiau să cumpere o licență.
În 2010, TeamViewer GmbH a fost achiziționată de GFI Software. În 2014, firma britanică de capital privat Permira⁠(d) a achiziționat TeamViewer și a ajutat compania să dezvolte o bază internațională de clienți și să își extindă domeniul de aplicare al produselor sale. Cu un preț de achiziție de aproximativ un miliard de dolari americani, compania a fost clasificată drept un așa-numit „unicorn”, denumirea pentru o companie nelistată în valoare de cel puțin un miliard de dolari americani.

### Oferta publică inițială
De la începutul anului 2018, compania și-a schimbat modelul de afaceri de la vânzarea anterioară de licențe la abonamente. Acest lucru a urmat o tendință generală în industria IT și a ajutat TeamViewer să crească în continuare. În pregătirea unei IPO, o nouă structură corporativă a fost creată în 2019. TeamViewer AG, nou creată, a devenit proprietarul TeamViewer Germany GmbH redenumită ulterior.
Compania a fost listată inițial la Börse Frankfurt în septembrie 2019. Cu un volum de emisiune de 2,2 miliarde de euro, a fost cel mai mare IPO al unei companii germane de tehnologie din 2000 și cel mai mare IPO din Europa în 2019. Până la sfârșitul anului 2019, acțiunile TeamViewer au fost admise în indicii bursieri MDAX⁠(d) și TecDAX⁠(d).

## Companie
TeamViewer SE este o societate europeană pe acțiuni (Societas Europaea). Împreună cu filialele sale naționale și străine, formează TeamViewer Group. Cele mai importante filiale includ TeamViewer Germany GmbH, care este responsabilă de activitatea operațională.
Acțiunile TeamViewer sunt tranzacționate pe piața reglementată (Prime Standard⁠(d)) a Bursei de Valori din Frankfurt. Aproximativ 75% din acțiuni sunt în flotare liberă. Acționarii sunt Permira⁠(d), BlackRock si Norges Bank⁠(d), printre alții.

### Management
Consiliul executiv al TeamViewer este format din Oliver Steil (director general), Michael Wilkens (director financiar), Peter Turner (director comercial) și Mei Dent (director de produs & director tehnic). Consiliul de administrație extins (echipa de conducere superioară) este format din nouă persoane.
Consiliul de supraveghere al TeamViewer are șapte membri; președintele acestuia este Ralf W. Dieter.

### Locații
Sediul TeamViewer se află în Bahnhofsplatz din Göppingen. Clădirea a fost construită de municipalitate și inițial urma să fie folosită ca o extensie a primăriei, înainte de a fi oferită companiei pentru a o păstra în Göppingen.
La nivel internațional, TeamViewer are mai multe filiale și locații pe toate continentele. Principalele locații pentru cercetare și dezvoltare sunt Erevan, Armenia și Ioannina, Grecia.

### Achiziții
- 2020: Ubimax, un furnizor german de software specializat în realitate augmentată pentru dispozitive portabile[41]
- 2021: Upskill, un furnizor de software industrial de realitate augmentată din Statele Unite[42]
- 2021: Xaleon, un furnizor austriac de soluții de implicare a clienților[43]
- 2021: Viscopic, un furnizor german de soluții de realitate mixtă[44]

## Produse

### Software
TeamViewer a devenit cunoscut în primul rând pentru software-ul său de acces de la distanță, control și întreținere pentru computere și dispozitive mobile. Software-ul, numit TeamViewer, este compatibil cu toate sistemele majore de operare pentru desktop-uri, smartphone-uri și tablete, inclusiv Windows, macOS, Android și iOS. Software-ul este gratuit pentru uz privat, necomercial.

### Platformă
Platforma TeamViewer permite conectarea unei game largi de dispozitive. TeamViewer oferă aplicații de realitate augmentată pentru a ajuta lucrătorii din prima linie să își simplifice procesele de lucru cu instrucțiuni pas cu pas sau pentru a ajuta tehnicienii de service să rezolve de la distanță probleme complexe ale mașinilor.
Există interfețe pentru alte aplicații și servicii, cum ar fi Microsoft Teams.

## Sponsorizare
Din 2020, TeamViewer a fost sponsorul principal al echipelor de Handbal-Bundesliga din Frisch Auf Göppingen⁠(d).
În 2021, TeamViewer a devenit sponsorul principal al tricoului echipei Manchester United, în cadrul unui contract pe cinci ani, începând cu sezonul 2021-22. În același an, TeamViewer a încheiat un parteneriat cu Mercedes-AMG Petronas Formula One Team și Mercedes-EQ Formula E Team, care vor utiliza marca companiei pe mașini și pe costumele de curse ale piloților.